# Championnats du monde de tir à l'arc 1949
Navigation
Édition précédente Édition suivante
Les championnats du monde de tir à l'arc 1949 sont une compétition sportive de tir à l'arc organisés en 1949 à Paris, en France. Il s'agit de la treizième édition des championnats du monde de tir à l'arc.